# Stimmkreis München-Milbertshofen

Stimmkreise in München (seit 2018)

Der Stimmkreis München-Milbertshofen (Stimmkreis 104) ist ein bayerischer Stimmkreis. Zur Landtagswahl 2018 wurde der Stimmkreis neu zugeschnitten. Er besteht seitdem aus den Münchener Stadtbezirken Milbertshofen-Am Hart und Schwabing-West sowie aus folgenden Teilen des Stadtbezirkes Neuhausen-Nymphenburg: 9.30, 9.41 bis 9.44, 9.51, 9.52 und 9.61 bis 9.65.
Wahlberechtigt waren bei der letzten Landtagswahl 109.110 Einwohner.

## Landtagswahl 2023
Zur Landtagswahl 2023 traten folgende Parteien und Direktkandidaten im Stimmkreis München-Milbertshofen an und erzielten folgende Ergebnisse:
| Nr. | Direktkandidat          | Partei           | Erststimmen in % | Gesamtstimmen in % |
| --- | ----------------------- | ---------------- | ---------------- | ------------------ |
| 1   | Christine Müller        | CSU              | 23,9 %           | 24,1 %             |
| 2   | Katharina Schulze       | GRÜNE            | 35,3 %           | 34,1 %             |
| 3   | Pia Utz                 | Freie Wähler     | 6,6 %            | 6,5 %              |
| 4   | Jitka Machyan           | AfD              | 6,3 %            | 6,3 %              |
| 5   | Ruth Waldmann           | SPD              | 12,9 %           | 13,3 %             |
| 6   | Jennifer Kaiser-Steiner | FDP              | 6,5 %            | 6,7 %              |
| 7   | Theo Glauch             | LINKE            | 2,7 %            | 2,6 %              |
| 8   | Angela Settele          | BP               | 0,5 %            | 0,4 %              |
| 9   | Andreas Berndl          | ÖDP              | 1,4 %            | 1,5 %              |
| 10  | Sebastian Fiddicke      | Die PARTEI       | 1,2 %            | 1,2 %              |
| 11  | Thomas Kreidemeier      | Tierschutzpartei | 1,1 %            | 1,1 %              |
| 12  | -                       | V-Partei³        | -                | 0,1 %              |
| 13  | -                       | PdH              | -                | 0,2 %              |
| 14  | -                       | dieBasis         | -                | 0,3 %              |
| 15  | Maria Raabe             | Volt             | 1,6 %            | 1,6 %              |

## Landtagswahl 2018
Zur Landtagswahl 2018 traten wie 2013 Ruth Waldmann und Katharina Schulze als Direktkandidatinnen an. Mechthillde Wittman trat diesmal im Stimmkreis München-Moosach an.
Bei den Erststimmen konnte Katharina Schulze (Grüne) das Direktmandat gewinnen, während die SPD-Kandidatin Ruth Waldmann über die Bezirksliste ihrer Partei in den Landtag einzog. Die Ergebnissen waren wie folgt:
| Direktkandidat    | Partei               | Erststimmen in % | Gesamtstimmen in % |
| ----------------- | -------------------- | ---------------- | ------------------ |
| Tina Pickert      | CSU                  | 20,8             | 21,0               |
| Ruth Waldmann     | SPD                  | 13,9             | 14,1               |
| Felix Stahl       | Freie Wähler         | 5,5              | 5,7                |
| Katharina Schulze | GRÜNE                | 35,3             | 33,5               |
| Andreas Keck      | FDP                  | 8,7              | 9,2                |
| Ates Gürpinar     | LINKE                | 5,0              | 5,2                |
| Thomas Hastreiter | AfD                  | 6,0              | 6,1                |
| Hans Leo Bader    | ÖDP                  | 1,4              | 1,6                |
| Hubert Dorn       | BP                   | 0,8              | 0,7                |
| Florian Prauß     | PIRATEN              | 0,5              | 0,5                |
| Susanne Wittmann  | Tierschutzpartei     | 0,9              | 0,7                |
| Rüdiger Tresselt  | Die Partei           | 0,6              | 0,6                |
| Axel Schweiger    | mut                  | 0,4              | 0,6                |
| Marcel Tönsmann   | V-Partei³            | 0,2              | 0,2                |
| –                 | Die Humanisten       | –                | 0,2                |
| –                 | Gesundheitsforschung | –                | 0,1                |
| –                 | LKR                  | –                | 0,0                |

## Frühere Wahlen

### Landtagswahl 2013
Bei der Landtagswahl 2013 waren 127.892 Einwohner im Stimmkreis wahlberechtigt. Die Wahlbeteiligung lag bei 60,9 %. Die Wahl hatte folgendes Ergebnis:
| Direktkandidat         | Partei       | Erststimmen in % | Gesamtstimmen in % | Veränderung der Gesamtstimmen im Vergleich zur Landtagswahl 2008 in % |
| ---------------------- | ------------ | ---------------- | ------------------ | --------------------------------------------------------------------- |
| Mechthilde Wittmann    | CSU          | 32,2             | 31,9               | + 5,1                                                                 |
| Ruth Waldmann          | SPD          | 33,8             | 35,7               | + 2,9                                                                 |
| Katharina Schulze      | GRÜNE        | 13,6             | 13,4               | - 1,5                                                                 |
| Felix Stahl            | Freie Wähler | 4,5              | 4,1                | + 0,6                                                                 |
| Andreas Keck           | FDP          | 5,6              | 5,5                | - 6,2                                                                 |
| Jürgen Lohmüller-Kaupp | LINKE        | 2,7              | 2,5                | - 3,4                                                                 |
| Klaus Buchner          | ÖDP          | 2,4              | 2,1                | + 0,9                                                                 |
| Wolfgang Meinhart      | REP          | 0,8              | 0,6                | + 0,1                                                                 |
| Johann Eberle          | BP           | 1,7              | 1,4                | + 0,4                                                                 |
| Florian Deissenrieder  | PIRATEN      | 2,8              | 2,5                | + 2,5                                                                 |
| -                      | DIE FREIHEIT | -                | 0,2                | + 0,2                                                                 |

Damit war München-Milbertshofen der einzige Stimmkreis in Bayern, in dem die SPD das Direktmandat erringen konnte.

### Landtagswahl 2008
Bei der Landtagswahl 2008 waren im Stimmkreis 101.980 Einwohner wahlberechtigt. Die Wahlbeteiligung lag bei 55,5 %. Die Wahl hatte folgendes Ergebnis;
| Direktkandidat     | Partei       | Erststimmen in % | Gesamtstimmen in % | Veränderung der Gesamtstimmen im Vergleich zur Landtagswahl 2003 in % |
| ------------------ | ------------ | ---------------- | ------------------ | --------------------------------------------------------------------- |
| Roland Hoffmann    | CSU          | 26,8             | 27,3               | - 16,2                                                                |
| Franz Maget        | SPD          | 39,9             | 33,7               | - 1,9                                                                 |
| Jakob Hahn         | GRÜNE        | 9,2              | 14,2               | + 1,3                                                                 |
| Ernst Potzler      | Freie Wähler | 2,8              | 3,2                | + 2,2                                                                 |
| Moritz Ostwald     | FDP          | 12,0             | 12,1               | + 8,5                                                                 |
| Sebastian Heimbeck | REP          | 0,5              | 0,5                | - 0,3                                                                 |
| Klaus Buchner      | ödp          | 1,6              | 1,3                | - 0,1                                                                 |
| Johann Eberle      | BP           | 0,9              | 0,9                | + 0,3                                                                 |
| -                  | BüSo         | -                | 0,0                | - 0,1                                                                 |
| -                  | BB           | -                | -                  | - 0,1                                                                 |
| Michaele Siebe     | LINKE        | 5,5              | 5,7                | + 5,7                                                                 |
| Maria Zimmermann   | VIOLETTE     | 0,4              | 0,4                | + 0,4                                                                 |
| Jürgen Schubert    | NPD          | 0,6              | 0,6                | + 0,6                                                                 |

### Landtagswahl 2003
Bei der Wahl am 21. September 2003 errang Monika Hohlmeier (CSU) das Direktmandat im Stimmkreis 104 mit 42,4 Prozent der Erststimmen. Nächstplatzierter war der SPD-Direktkandidat Franz Maget mit 40,1 Prozent der Erststimmen. Bei den Gesamtstimmen des Stimmkreises (Erst- und Zweitstimmen zusammen) erreichte die CSU 43,5 Prozent, die SPD 35,6 Prozent, Grüne 12,9 Prozent und die FDP 3,6 Prozent.

### Landtagswahl 1998
Bei der Landtagswahl 1998 erzielte die CSU im Stimmkreis 42,3 Prozent der Gesamtstimmen (Erst- und Zweitstimmen zusammen), die SPD 36,9 Prozent, Grüne 11,4 Prozent und die FDP 2,3 Prozent.